# Walbrook
Walbrook is een straat, ward en beek in het Londense bestuurlijke gebied City of London, in de regio Groot-Londen.

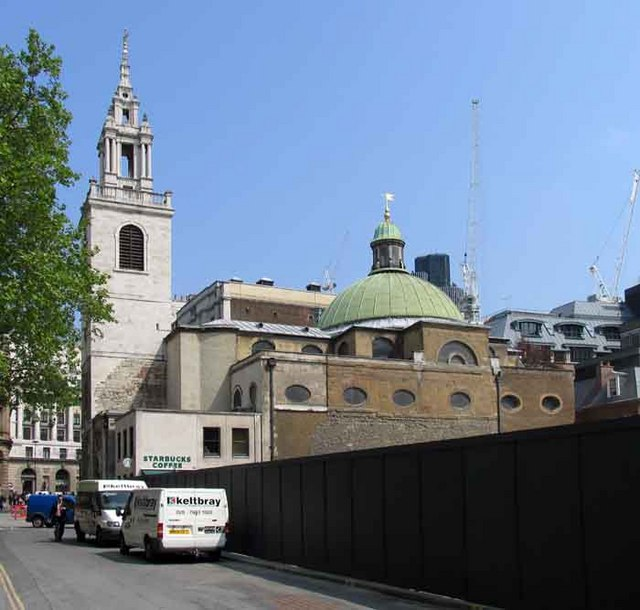
Kerk van St. Stefanus